# Steve Wijler
Steve Wijler (19 de septiembre de 1996) es un deportista neerlandés que compite en tiro con arco, en la modalidad de arco recurvo.
Participó en los Juegos Olímpicos de Tokio 2020, obteniendo una medalla de plata en la prueba de equipo mixto (junto con Gabriela Schloesser). En los Juegos Europeos de Minsk 2019 obtuvo dos medallas de plata, en las prueba individual y por equipo.
Ganó una medalla de bronce en el Campeonato Mundial de Tiro con Arco al Aire Libre de 2017, una medalla de oro en el Campeonato Mundial de Tiro con Arco en Sala de 2018 y tres medallas en el Campeonato Europeo de Tiro con Arco al Aire Libre entre los años 2018 y 2024.

## Palmarés internacional
| Juegos Olímpicos                 | Juegos Olímpicos          | Juegos Olímpicos  | Juegos Olímpicos |
| Año                              | Lugar                     | Medalla           | Prueba           |
| -------------------------------- | ------------------------- | ----------------- | ---------------- |
| 2020                             | Tokio (Japón)             | Medalla de plata  | Equipo mixto     |
| Campeonato Mundial al Aire Libre |                           |                   |                  |
| Año                              | Lugar                     | Medalla           | Prueba           |
| 2017                             | Ciudad de México (México) | Medalla de bronce | Individual       |
| Campeonato Mundial en Sala       |                           |                   |                  |
| Año                              | Lugar                     | Medalla           | Prueba           |
| 2018                             | Yankton (Estados Unidos)  | Medalla de oro    | Equipo           |
| Juegos Europeos                  |                           |                   |                  |
| Año                              | Lugar                     | Medalla           | Prueba           |
| 2019                             | Minsk (Bielorrusia)       | Medalla de plata  | Individual       |
| 2019                             | Minsk (Bielorrusia)       | Medalla de plata  | Equipo           |
| Campeonato Europeo al Aire Libre |                           |                   |                  |
| Año                              | Lugar                     | Medalla           | Prueba           |
| 2018                             | Legnica (Polonia)         | Medalla de oro    | Individual       |
| 2021                             | Antalya (Turquía)         | Medalla de oro    | Equipo           |
| 2024                             | Essen (Alemania)          | Medalla de bronce | Equipo mixto     |